# Momento de dipolo magnético anômalo
Na eletrodinâmica quântica, o momento magnético anômalo de uma partícula é uma contribuição dos efeitos da mecânica quântica, expressos pelos diagramas de Feynman com loops, ao momento magnético dessa partícula. (O momento magnético, também chamado de momento de dipolo magnético, é uma medida da força de uma fonte magnética.)
O momento magnético de "Dirac", correspondente aos diagramas de Feynman em nível de árvore (que pode ser pensado como o resultado clássico), pode ser calculado a partir da equação de Dirac. Geralmente é expresso em termos do fator-g; a equação de Dirac prevê {\displaystyle g=2}. Para partículas como o elétron, esse resultado clássico difere do valor observado por uma pequena fração de um por cento. A diferença é o momento magnético anômalo, denotado por {\displaystyle a} e definido como
{\displaystyle a={\frac {g-2}{2}}}

## Elétron

Correção de um loop para o momento de dipolo magnético de um férmion.

A contribuição de um loop para o momento magnético anômalo - correspondente à primeira e maior correção da mecânica quântica - do elétron é encontrada calculando a função de vértice mostrada no diagrama adjacente. O cálculo é relativamente simples  e o resultado de um loop é:
{\displaystyle a_{\text{e}}={\frac {\alpha }{2\pi }}\approx 0.001\,161\,4,}
onde {\displaystyle \alpha } é a constante de estrutura fina. Este resultado foi encontrado pela primeira vez por Julian Schwinger em 1948  e está gravado em sua lápide. Em 2016, os coeficientes da fórmula da EDQ para o momento magnético anômalo do elétron são conhecidos analiticamente até {\displaystyle \alpha ^{3}}  e foram calculados até a ordem {\displaystyle \alpha ^{5}}:
{\displaystyle a_{\text{e}}=0.001\,159\,652\,181\,643(764)}
A previsão da EDQ concorda com o valor medido experimentalmente em mais de 10 algarismos significativos, tornando o momento magnético do elétron a previsão verificada com maior precisão na história da física. (Consulte os testes de precisão da EDQ para obter detalhes.) O valor experimental atual e a incerteza são:
{\displaystyle a_{\text{e}}=0.001\,159\,652\,180\,73(28)}
De acordo com este valor, {\displaystyle a_{\text{e}}} é conhecido com uma precisão de cerca de 1 parte em 1 bilhão (109). Isso exigiu medir {\displaystyle g} com uma precisão de cerca de 1 parte em 1 trilhão (1012).

## Múon

Proposta de correções de um loop do Modelo Padrão Supersimétrico Mínimo para o múon g −2 envolvendo partículas além do modelo padrão: um neutralino e um smuon, um chargino e um múon sneutrino respectivamente.

O momento magnético anômalo do múon é calculado de maneira semelhante ao do elétron. A previsão do valor do momento magnético anômalo do múon inclui três partes:
{\displaystyle {\begin{aligned}a_{\mu }^{\mathrm {SM} }&=a_{\mu }^{\mathrm {QED} }+a_{\mu }^{\mathrm {EW} }+a_{\mu }^{\mathrm {hadron} }\\&=0.001\,165\,918\,04(51)\end{aligned}}}
Dos dois primeiros componentes, {\displaystyle a_{\mu }^{\mathrm {QED} }}  representa os loops de fótons e léptons e {\displaystyle a_{\mu }^{\mathrm {EW} }}  os loops dos bóson W, bóson de Higgs e bóson Z; ambos os componentes podem ser calculados precisamente a partir de primeiros princípios. O terceiro termo, {\displaystyle a_{\mu }^{\mathrm {hadron} }}, representa loops de hádrons; ele não pode ser calculado com precisão apenas a partir da teoria. Seu valor é estimado a partir de medições experimentais da razão entre as seções de choque hadrônica e muônica (R) em colisões elétron-antielétron (e−–e+). Em julho de 2017, observou-se que a medição discorda do Modelo Padrão em 3,5 desvios padrão, sugerindo que a física além do Modelo Padrão pode estar tendo um efeito (ou que os erros teóricos/experimentais não estão completamente sob controle). Esta é uma das discrepâncias de longa data entre o Modelo Padrão e os experimentos.
O experimento E821 no Brookhaven National Laboratory (BNL) estudou a precessão de múon e antimúon em um campo magnético externo constante enquanto circulavam em um anel de armazenamento confinante. O experimento E821 relatou o seguinte valor médio:
{\displaystyle a_{\mu }=0.001\;165\;920\;9(6).}
Um novo experimento no Fermilab chamado "Muon g−2" usando o ímã do E821 irá melhorar a precisão deste valor. A coleta de dados começou em março de 2018 e deve terminar em setembro de 2022. Um resultado provisório divulgado em 7 de abril de 2021 rende {\displaystyle a_{\mu }=0.001\,165\,920\,40(54)} que, em combinação com as medições existentes, fornece uma estimativa mais precisa {\displaystyle a_{\mu }=0.001\,165\,920\,61(41)} , excedendo a previsão do Modelo Padrão em 4,2 desvios padrão. Além disso, o experimento E34 no J-PARC planeja iniciar sua primeira tomada de dados em 2024.
Em abril de 2021, um grupo internacional de quatorze físicos relatou que, usando simulações ab-initio de cromodinâmica quântica e eletrodinâmica quântica, eles conseguiram obter uma aproximação baseada em teoria concordando mais com o valor experimental do que com o valor baseado em teoria anterior que se fundamentava em experimentos de aniquilação elétron-pósitron.

## Tau
A previsão do Modelo Padrão para o momento de dipolo magnético anômalo do tau é de:
{\displaystyle a_{\tau }=0.001\,177\,21(5),}
enquanto o melhor limite medido para {\displaystyle a_{\tau }} é:
{\displaystyle -0.052<a_{\tau }<+0.013.}

## Partículas Compostas
As partículas compostas geralmente têm um momento magnético anômalo enorme. Os núcleons (prótons e nêutrons, ambos compostos de quarks) são exemplos. Os momentos magnéticos dos núcleons são muito grandes e foram inesperados; o momento magnético do próton é grande demais para uma partícula elementar, enquanto não se esperava que o nêutron, que não tem carga, tivesse um momento magnético.